# Канде, Фали
Фали́ Канде́ (порт. Fali Candé; 24 января 1998, Бисау) — бисау-гвинейский футболист, защитник клуба «Мец» и сборной Гвинеи-Бисау.

## Клубная карьера
Родился в городе Бисау, столице Гвинеи-Бисау, но в юном возрасте переехал в Португалию. Футболом начал заниматься в детско-юношеской школе «Эштрелы» (Амадора). Затем играл за юношеские команды клубов «Атлетико» (Лиссабон) и «Каза Пия». В начале июля 2020 года оказался в юношеской команде немецкого клуба «Нойндорфер», где выступал в течение года. Затем вернулся в Португалию, где с 2016 по 2017 год играл за Порту U-19. В середине июля 2017 перешёл в «Бенфику Б», но проявить себя в столичном клубе Фали не удалось. Поэтому в начале сентября 2017 года он вернулся в «Каза Пию» (в аренду), за которую уже выступал на юношеском уровне. Во взрослом футболе дебютировал 22 октября 2017 в победном (2:0) домашнем поединке 7-го тура чемпионата Португалии против «Алмасинленсе». Канде вышел на поле на 62-й минуте, заменив Марсиу Аугушту. До конца сезона 2017/18 годов сыграл за «Каза Пию» 13 матчей в чемпионате Португалии. В конце июня 2018 года, по истечении срока действия аренды, вернулся в «Бенфику Б», но уже вскоре покинул столичный клуб свободным агентом.
В начале июля 2018 стал игроком «Портимоненсе». Сначала выступал за команду U-23, а в сезоне 2018/19 годов только один раз попал в заявку на матч Примейра-Лиги. На профессиональном уровне дебютировал за «Портимоненси» 10 июня 2020 в ничейном (2:2) поединке Примейра-Лиги против лиссабонской «Бенфики». Первым голом в элите португальского футбола отличился 20 марта 2021 на 64-й минуте проигранного (1:2) домашнему поединку 24-го тура против «Порту». Фали вышел на поле в стартовом составе, а на 81-й минуте его заменил бразилец Андерсон Оливейра. За три сезона, проведенных в «Портимоненсе», сыграл 47 матчей в Примейра-Лиге (3 гола), ещё 2 матча сыграл в кубке Португалии и 1 — в кубке португальской лиги по футболу.
В конце января 2022 года перешёл в «Мец». По данным интернет-портала Transfermarkt французы заплатили «Портимоненсе» за переход флангового защитника 2,5 миллиона евро. В Лиге 1 дебютировал 6 февраля 2022 в ничейном (0:0) выездном поединке 23-го тура против «Труа». Канде вышел на поле в стартовом составе и отыграл весь матч.

## Карьера в сборной
В футболке национальной сборной Гвинеи-Бисау дебютировал 26 марта 2021 в поединке квалификации Кубка африканских наций 2021 против Эсватини.
Попал в список игроков, поехавших на Кубок африканских наций в 2021 году.